# Hedvig Szabó
Hedvig Szabó, coniugata Vinczené (Budapest, 28 giugno 1927), è un'ex cestista ungherese.

## Carriera
Con l'Ungheria ha disputato i Campionati europei del 1950.